# Rejon ponikowicki
Rejon ponikowicki (ukr. Пониковицький район) – dawna jednostka podziału administracyjnego Ukraińskiej Socjalistycznej Republiki Radzieckiej w Związku Socjalistycznych Republik Radzieckich w latach 1940–1941 i 1944–1946. Należał do obwodu lwowskiego. Siedziba władz rejonu znajdowała się w Ponikowicy.
Rejon ponikowicki został utworzony 17 stycznia 1940 na podstawie dekretu Prezydium Rady Najwyższej USRR o podziale na rejony zachodnich obwodów USRR, kiedy to w obwodzie lwowskim utworzono 37 rejonów, między innymi ponikowicki. Rejon objął następujące obszary, należące przed wojną do województwa tarnopolskiego:
- prawie całą zniesioną gminę Jasionów (bez gromady Hucisko Brodzkie[2]) z powiatu brodzkiego;
- prawie całą zniesioną gminę Ponikowica (bez gromady Gaje Smoleńskie[3]) z powiatu brodzkiego;
- mniejszą część zniesionej gminy Stanisławczyk (tylko gromady Rażniów i Ruda Brodzka[4] z powiatu brodzkiego;
- część zniesionej gminy Sokołówka (bez gromad Bajmaki i Bołożynów[5]) z powiatu złoczowskiego;
- część zniesionej gminy Toporów (tylko gromady Hucisko Turzańskie i Turze[6]) z powiatu radziechowskiego.

Rejon ponikowicki przestał istnieć wraz z wybuchem wojny niemiecko-radzieckiej 22 czerwca 1941. Jego tereny weszły w skład Landkreis Złoczów dystryktu galicyjskiego Generalnego Gubernatorstwa.
Rejon został odtworzony latem 1944 roku, po zajęciu tych terenów przez Armię Czerwoną.
W 1946 roku rejon ponikowicki podzielony był na 19 rad wiejskich (stan na 1 września 1946): Dubyna, Hłuszyn, Hołoskowice, Hucisko Turzańskie, Jasionów, Łuczkiwci (do 1946 Kadłubiska), Łuhowe (do 1946 Czechy), Majdan Pieniacki, Ponikowica, Ponikwa, Przewłoczna, Rażniów, Ruda Brodzka, Sokołówka, Suchodoły, Turze, Pidhirja (do 1946 Wołochy), Wysocko i Zabłotce.
1 listopada 1946 rejon ponikowicki zniesiono, przenosząc siedzibę z Ponikowicy do Zabłociec i przekształcając go w rejon zabłotecki.